# قائمة جامعات مصر
تضم قائمة جامعات مصر عدة أنواع من الجامعات، هي الجامعات الحكومية المدعومة مالياً من الحكومة المصرية، والجامعات الأهلية التي لا تهدف للربح، والجامعات الخاصة المملوكة للقطاع الخاص. كذلك توجد الأكاديميات الحكومية والخاصة المتخصصة في مجالات معينة، وجامعة الأزهر، والكليات العسكرية وتنقسم إلى جزأين، جزء تديره وتشرف عليها وزارة الدفاع ويلتحق خريجيه مباشرة بالخدمة العسكرية بالقوات المسلحة المصرية، والجزء الآخر تديره وتشرف عليه وزارة الداخلية ويلتحق خريجيه مباشرة بالخدمة العسكرية بالشرطة المصرية.

## منشآت تمولها الدولة

### جامعات حكومية
هي منشآت التعليم العالي التي لا تهدف للربح وتحصل على تمويلها من الموازنة العامة للدولة، وهدفها الوحيد والرئيسي خدمة العملية التعليمية.
| م                    | الاسم                       | التأسيس                       | مناطق الخدمة المحلية | موقع إنترنت                                                | ملاحظات |
| وزارة التعليم العالي | وزارة التعليم العالي        | وزارة التعليم العالي          | وزارة التعليم العالي | وزارة التعليم العالي                                       | وزارة التعليم العالي |
| -------------------- | --------------------------- | ----------------------------- | --- | ---------------------------------------------------------- | --- |
| 1                    | جامعة القاهرة               | في الجيزة سنة 1908            | - محافظة الجيزة - محافظة القاهرة - محافظة القليوبية: الخانكة، شبرا الخيمة، شبين القناطر، القناطر الخيرية، قليوب، أبو زعبل، الخصوص، العبور - محافظة السويس - السودان: ولاية الخرطوم           | cu.edu.eg                                                  | - أنشئت مدارس عليا كانت نواة لكليات الجامعة لاحقاً، بدأت بمدرسة المهندسخانة سنة 1816. - افتتحت عام 1908 باسم الجامعة المصرية، وكانت جامعة أهلية أنشئت بالتبرعات. - تحوّلت إلى جامعة حكومية سنة 1925. - عام 1940 تغيّر اسم الجامعة إلى جامعة فؤاد الأول. - أسست الجامعة فرعاً لها بالخرطوم في السودان عام 1956 (جامعة النيلين حالياً). - على عكس المتوقع، فإن معظم كليات جامعة القاهرة لا تقع في القاهرة، بل في مدينة الجيزة المجاورة. |
| 2                    | جامعة الإسكندرية            | في الإسكندرية سنة 1938        | - محافظة الإسكندرية - محافظة مطروح - محافظة البحيرة: إدكو، رشيد، إيتاي البارود - محافظة كفر الشيخ: فوّه، مطوبس - العراق: محافظة البصرة - جنوب السودان - تشاد                                  | alexu.edu.eg                                               | - تأسست كفرع لجامعة فؤاد الأول سنة 1938، واستقلت سنة 1942 باسم جامعة فاروق الأول. - تغيّر اسمها إلى الاسم الحالي عام 1952. - كان للجامعة فرع في مرسى مطروح استقل عام 2018 ليصبح جامعة مطروح، وكلية واحدة بإدفينا. وفي الخارج: العراق وجنوب السودان وتشاد. - أسست بالشراكة جامعة بيروت العربية في لبنان عام 1960. |
| 3                    | جامعة أسوان                 | في أسوان سنة 2012             | - محافظة أسوان - محافظة الأقصر - محافظة قنا | aswu.edu.eg                                                | - أنشأت جامعة أسيوط فرعاً بأسوان عام 1974. - أصبحت فرعاً لجامعة جنوب الوادي (1995 - 2012). |
| 4                    | جامعة أسيوط                 | في أسيوط سنة 1957             | - محافظة أسيوط - محافظة المنيا: ما عدا العدوة ومغاغة - محافظة الوادي الجديد | aun.edu.eg                                                 | - كان للجامعة فرع بالخارجة بمحافظة الوادي الجديد استقل عام 2018 ليصبح جامعة الوادي الجديد. - تضم مستشفيات الجامعة أحد أكبر وحدات الجراحات الميكروسكوبية في مصر والعالم العربي منذ عام 1995. |
| 5                    | جامعة بنها                  | في بنها سنة 2005              | - محافظة القليوبية - محافظة القاهرة - محافظة الجيزة - محافظة الشرقية - محافظة الدقهلية - محافظة المنوفية                                                                                     | bu.edu.eg                                                  | - أسست كلية الزراعة بمشتهر عام 1911. - أنشأت جامعة الزقازيق فرعاً ببنها (1974 - 2005). - كلية الهندسة بشبرا في القاهرة تتبع جامعة بنها. |
| 6                    | جامعة بني سويف              | في بني سويف سنة 2005          | - محافظة بني سويف - محافظة مطروح - محافظة المنيا | bsu.edu.eg                                                 | أنشأت جامعة القاهرة فرعاً ببني سويف (1981 - 2005). |
| 7                    | جامعة بورسعيد               | في بور فؤاد سنة 2010          | - محافظة بورسعيد - محافظة الإسماعيلية - محافظة دمياط - محافظة الشرقية: مدينة العاشر من رمضان                                                                                                 | psu.edu.eg                                                 | - أنشأت جامعة حلوان كلية الهندسة ببورسعيد عام 1975. - أصبحت الكلية تابعة لجامعة قناة السويس حين أنشئت عام 1976 للقرب الجغرافي. - أنشئ ثلاث كليات أخرى، ونتيجة لذلك أنشئ فرع لجامعة قناة السويس ببورسعيد (1998 - 2010). |
| 8                    | جامعة جنوب الوادي           | في قنا سنة 1995               | - محافظة قنا - محافظة الأقصر - محافظة البحر الأحمر - محافظة أسيوط - محافظة سوهاج - محافظة أسوان                                                                                              | svu.edu.eg                                                 | - أنشئت كفرع لجامعة أسيوط في قنا (1970 - 1995). - للجامعة فروع لبعض كلياتها في الأقصر والغردقة. |
| 9                    | جامعة حلوان                 | في القاهرة سنة 1975           | - محافظة القاهرة - محافظة الجيزة - محافظة القليوبية: الخانكة، شبرا الخيمة، شبين القناطر، القناطر الخيرية، قليوب، أبو زعبل، الخصوص، العبور                                                    | helwan.edu.eg                                              | - عام 1839 أنشئت كلية الفنون التطبيقية التابعة للجامعة الآن تحت اسم مدرسة الفنون والصنايع السلطانية. - تفردت الجامعة بعدد من الكليات النوعية المتخصصة عن بقية جامعات الجمهورية من قبل، مثل كليات التربية الفنية والتربية الموسيقية والفنون التطبيقية. |
| 10                   | جامعة دمنهور                | في دمنهور سنة 2010            | - محافظة البحيرة - محافظة الإسكندرية - محافظة كفر الشيخ: ما عدا فوّه ومطوبس | damanhour.edu.eg                                           | - اُنشئت كلية التربية كفرع لكلية التربية بجامعة الإسكندرية عام 1979. - أنشأت جامعة الإسكندرية فرعاً بدمنهور عام (1988 - 2010). |
| 11                   | جامعة دمياط                 | في دمياط الجديدة سنة 2012     | - محافظة دمياط - محافظة الدقهلية: ما عدا ميت غمر | du.edu.eg نسخة محفوظة 3 فبراير 2014 على موقع واي باك مشين. | - اُنشئت كلية التربية كفرع لكلية التربية بجامعة المنصورة عام 1976. - أنشأت جامعة المنصورة فرعاً بدمياط (2007 - 2012). |
| 12                   | جامعة الزقازيق              | في الزقازيق سنة 1974          | - محافظة الشرقية - محافظة القليوبية - محافظة الغربية: زفتى - محافظة المنوفية: قويسنا، الباجور - محافظة الإسماعيلية                                                                           | zu.edu.eg                                                  | - أنشأت جامعة عين شمس فرعاً بالزقازيق (1970 - 1974). - أنشأت جامعة الزقازيق فرعاً ببنها (1976 - 2005). - عام 2005 استقل فرع بنها عن الجامعة ليكوّن جامعة بنها. |
| 13                   | جامعة سوهاج                 | في سوهاج سنة 2006             | - محافظة سوهاج - محافظة أسيوط - محافظة قنا - محافظة الأقصر - محافظة أسوان | sohag-univ.edu.eg                                          | - أنشأت جامعة أسيوط كلية التربية بسوهاج عام 1971. - أصبحت الكليات الموجودة بمدينة سوهاج تابعة لجامعة جنوب الوادي عند إنشائها (1995 - 2006). |
| 14                   | جامعة السويس                | في السويس سنة 2012            | - محافظة السويس - محافظة الإسماعيلية - محافظة بورسعيد - محافظة جنوب سيناء | suezuniv.edu.eg                                            | - اُنشئت كلية هندسة البترول والتعدين بالسويس تحت اسم المعهد العالي للبترول والتعدين عام 1961. - ضمت كلياتها لجامعة قناة السويس، ثم أصبحت فرعاً للجامعة بالسويس (1976 - 2006). - افتتحت الجامعة فصول لكلية التربية بالطور لتكون نواة فرع جديد للجامعة. |
| 15                   | جامعة طنطا                  | في طنطا سنة 1972              | - محافظة الغربية - محافظة القليوبية: بنها، طوخ، قها، كفر شكر - محافظة الدقهلية - محافظة المنوفية - محافظة الإسكندرية - محافظة البحيرة - محافظة كفر الشيخ                                     | tanta.edu.eg                                               | - أنشأت جامعة الإسكندرية كلية الطب بطنطا عام 1962. - أنشأت جامعة الإسكندرية فرعاً بطنطا (1970 - 1972)، وضم كلية الزراعة بكفر الشيخ. - اُنشئت جامعة وسط الدلتا عام 1972، وتغير اسمها عام 1973 إلى اسمها الحالي. - عام 1974 أنشات الجامعة كلية التربية بشبين الكوم، ونُقلت تبعية كلية الزراعة بها للجامعة بدلاً من جامعة عين شمس. - عام 1975 ضمت كلية الهندسة والتكنولوجيا بشبين الكوم وكلية الهندسة الإلكترونية بمنوف إلى الجامعة. - عام 1976 استقلت كليات شبين الكوم ومنوف عن الجامعة لتكوّن جامعة المنوفية. - أنشأت جامعة طنطا فرعاً لها بكفر الشيخ (1981 - 2006). - عام 2006 استقل فرع كفر الشيخ عن الجامعة ليكوّن جامعة كفر الشيخ.                                                                                   |
| 16                   | جامعة العريش                | في العريش سنة 2016            | - محافظة شمال سيناء - محافظة جنوب سيناء - محافظة بورسعيد - محافظة الإسماعيلية - محافظة السويس                                                                                                | aru.edu.eg                                                 | - اُنشئت في بادئ الأمر كفرع لجامعة قناة السويس في مدينة العريش. - تضم الجامعة 8 كليات ومعهد بحثي للدراسات العليا. |
| 17                   | جامعة عين شمس               | في القاهرة سنة 1950           | - محافظة القاهرة - محافظة الجيزة - محافظة القليوبية: بنها، طوخ، قها، كفر شكر - محافظة الشرقية: مدينة العاشر من رمضان - محافظة السويس                                                         | asu.edu.eg                                                 | - اُنشئت باسم جامعة إبراهيم باشا، وعام 1954 تغيّر الاسم إلى جامعة هليوبوليس، وتغير في نفس العام إلى الاسم الحالي نسبة لجامعة أون التي تأسست من حوالي 5000 سنة مضت. - تشمل الجامعة سبعة أحرم جامعية، 6 في القاهرة وواحدة في شبرا الخيمة. |
| 18                   | جامعة الفيوم                | في الفيوم سنة 2005            | - محافظة الفيوم - محافظة القاهرة - محافظة الجيزة - محافظة بني سويف - محافظة المنيا: العدوة، مغاغة                                                                                            | fayoum.edu.eg                                              | - أنشأت جامعة القاهرة كلية التربية بالفيوم عام 1975. - أنشأت جامعة القاهرة فرعاً بالفيوم (1983 - 2005). |
| 19                   | جامعة قناة السويس           | في الإسماعيلية سنة 1976       | - محافظة الإسماعيلية - محافظة السويس - محافظة بورسعيد - محافظة الشرقية | scuegypt.edu.eg                                            | - أنشأت الجامعة فرعا ببورسعيد عام 1998، واستقل عن الجامعة عام 2010 ليكوّن جامعة بورسعيد. - استقل فرع السويس عن الجامعة عام 2012 ليكوّن جامعة السويس. - استقل فرع العريش عن الجامعة عام 2016 ليكوّن جامعة العريش. |
| 20                   | جامعة كفر الشيخ             | في كفر الشيخ سنة 2006         | - محافظة كفر الشيخ - محافظة دمياط - محافظة الغربية: ماعدا زفتى - محافظة البحيرة: ماعدا كوم حمادة، مديرية التحرير، النوبارية الجديدة، بدر، وادي النطرون - محافظة الإسكندرية - محافظة المنوفية | kfs.edu.eg                                                 | - أنشأت وزارة التعليم العالي عام 1957 المعهد العالي الزراعي بكفر الشيخ، وتحوّل إلى كلية الزراعة عام 1969 وضمت إلى جامعة الإسكندرية، ثم ضمت إلى جامعة طنطا عام 1973. - أنشأت جامعة طنطا فرعاً بكفر الشيخ (1981 - 2006). - تبرع عامة أهالي محافظة كفر الشيخ لإنشاء الجامعة، خاصة كلية الطب البشري والتي بدأت الدراسة بها عام 2013. - حققت الجامعة ترتيباً عالياً وسط الجامعات المصرية من حيث جودة التعليم والمنشآت الجامعية رغم إعتبارها جامعة جديدة نسبياً، كذلك ضمن التصنيف الأفريقي والعالمي. - تتعاون الجامعة من خلال اتفاقيات مع 25 جامعة من عدة دول حول العالم خاصةً في مجال الزراعة والهندسة الزراعية. |
| 21                   | جامعة مدينة السادات         | في مدينة السادات سنة 2013     | - محافظة المنوفية - محافظة البحيرة: إيتاي البارود، كوم حمادة، مديرية التحرير، النوبارية الجديدة، بدر، وادي النطرون                                                                           | usc.edu.eg                                                 | - أنشأت جامعة المنوفية كليتي التربية الرياضية للبنين والبنات بمدينة السادات عام 1993. - أنشأت جامعة المنوفية فرعاً بمدينة السادات (2006 - 2013). - مقر الجامعة الحالي بمجمع الوزارات بالمدينة، والذي كان مخططاً أن يكون مخصصاً لوزارات الحكومة عندما خططت المدينة كعاصمة إدارية لمصر. وتخطط الجامعة لإنشاءات جديدة على مساحة 500 فدان. |
| 22                   | جامعة المنصورة              | في المنصورة سنة 1972          | - محافظة الدقهلية - محافظة دمياط - محافظة الغربية: سمنود، المحلة الكبرى، زفتى - محافظة كفر الشيخ                                                                                             | mans.edu.eg                                                | - أنشأت جامعة القاهرة كلية الطب بالمنصورة عام 1962. - اُنشئت جامعة شرق الدلتا عام 1972، وتغيّر إلى الاسم الحالي عام 1973. - أنشأت جامعة المنصورة فرعاً بدمياط (2007 - 2012). - عام 2012 استقل فرع دمياط عن الجامعة ليكوّن جامعة دمياط. |
| 23                   | جامعة المنوفية              | في شبين الكوم سنة 1976        | - محافظة المنوفية - محافظة الغربية - محافظة القليوبية: بنها، طوخ، قها، كفر شكر - محافظة البحيرة: إيتاي البارود، كوم حمادة، مديرية التحرير، النوبارية الجديدة، بدر، وادي النطرون              | mu.menofia.edu.eg                                          | - اُنشئ المعهد العالي الزراعي عام 1942، ثم تحول لكلية وضُم لجامعة إبراهيم باشا الكبير عام 1950 والتي أصبحت جامعة هيلوبوليس ثم جامعة عين شمس عام 1954؛ وفي نفس العام إنتقلت الكلية إلى القاهرة. وفي عام 1958 أعيد المعهد كما كان تابعاً لوزارة التربية والتعليم، وفي عام 1969 تحول المعهد إلى كلية الزراعة تابعة لجامعة عين شمس، ثم ضمت لجامعة الزقازيق عام 1974، ثم لجامعة طنطا عام 1975 مع كلية التربية التي أنشئت في نفس العام، وأخيراً لجامعة المنوفية عندما اُنشئت عام 1976. - أنشأت الجامعة كليتي التربية الرياضية للبنين والبنات بمدينة السادات عام 1993، ثم فروع لبعض كليات شبين الكوم حتى إنشاء فرع الجامعة بمدينة السادات عام 2006. - عام 2013 استقل فرع مدينة السادات عن الجامعة ليكوّن جامعة مدينة السادات. |
| 24                   | جامعة المنيا                | في المنيا سنة 1976            | - محافظة المنيا - محافظة بني سويف - محافظة أسيوط | minia.edu.eg                                               | - استقلت جامعة المنيا عن جامعة أسيوط سنة 1976. - تضم الجامعة 19 كلية ومعهد عالي واحد. |
| 25                   | جامعة مطروح                 | في مرسى مطروح سنة 2018        | - محافظة مطروح | matrouh.edu.eg                                             | - استقلت جامعة مطروح عن جامعة الإسكندرية سنة 2018. - الجامعة تضم حاليا كليات التربية، والطب البيطري، والزراعة الصحراوية، والتربية النوعية، والآثار واللغات، وعلوم البترول، والسياحة والفنادق، ورياض الأطفال والتربية الرياضية، ويجرى الإعداد لافتتاح كليات جديدة بها خلال العامين المقبلين، وهى كليات الحاسبات والمعلومات وإدارة الأعمال والحقوق والخدمة الاجتماعية. |
| 26                   | جامعة الوادي الجديد         | في الخارجة سنة 2018           | - محافظة الوادي الجديد - محافظة أسيوط | nvu.edu.eg                                                 | - استقلت جامعة الوادي الجديد عن جامعة أسيوط سنة 2018. - أُحدثت جامعة الوادى الجديد، ومقرها محافظة الوادى الجديد، حيث ألغي فرع جامعة أسيوط بالوادى الجديد، وتشمل كليات الزراعة، والطب البيطرى، والتربية، والآداب، والعلوم، والتربية الرياضية. |
| 27                   | جامعة الأقصر                | في الأقصر سنة 2019            | - محافظة الأقصر |                                                            | - استقلت جامعة الأقصر عن جامعة الوادي الجديد سنة 2019. |
| 28                   | جامعة برج العرب التكنولوجية | في برج العرب الجديدة سنة 2021 | - محافظة الإسكندرية |                                                            | - إحدى الجامعات التكنولوجية الحكومية التي يتم إنشاءها طبقاً لقانون رقم 72 لسنة 2019 والخاص بإنشاء الجامعات التكنولوجية في مصر - تضم عدة برامج أكاديمية هي تكنولوجيا تشغيل وصيانة ماكينات الغزل والنسيج، تكنولوجيا الجرارات والمعدات الزراعية، تكنولوجيا الصناعات الغذائية، تكنولوجيا السكك الحديد، والتخصصات الصحية. |

### أكاديميات تضم كليات
| الاسم                            | التأسيس             | مناطق الخدمة المحلية | موقع إنترنت   | ملاحظات |
| وزارة التخطيط                    | وزارة التخطيط       | وزارة التخطيط        | وزارة التخطيط | وزارة التخطيط |
| -------------------------------- | ------------------- | -------------------- | ------------- | --- |
| أكاديمية السادات للعلوم الإدارية | في القاهرة سنة 1981 | جميع محافظات مصر     | sams.edu.eg   | - اُنشئت في بدايتها كمعهد للإدارة عام 1954. - اُنشئت الأكاديمية بشكلها الحالي بقرار جمهوري عام 1981 باعتبارها هيئة علمية مستقلة تهدف إلى تنمية الإدارة في جميع المجالات على المستوى القومي. - للأكاديمية 9 فروع على مستوى الجمهورية. |
| وزارة الطيران المدني             |                     |                      |               | |
| الأكاديمية المصرية لعلوم الطيران | سنة 1932            | جميع محافظات مصر     | eaaegypt.com  | - تضم ثلاث كليات هي: الكلية المصرية للطيران، كلية المراقبة الجوية، كلية الدراسات المتخصصة. بالإضافة إلى معهد الحاسبات وتكنولوجيا معلومات الطيران والفضاء.                                                                          |

### منشآت دينية
| الاسم         | التأسيس            | مناطق الخدمة المحلية                                  | موقع إنترنت   | ملاحظات |
| الأزهر الشريف | الأزهر الشريف      | الأزهر الشريف                                         | الأزهر الشريف | الأزهر الشريف |
| ------------- | ------------------ | ----------------------------------------------------- | ------------- | --- |
| جامعة الأزهر  | في القاهرة سنة 975 | - جميع محافظات مصر - جميع دول العالم بحسب شروط محددة. | azhar.edu.eg  | - جامعة الأزهر أقدم جامعات مصر والعالم والمستمرة في عملها حتى الآن. - بدأ الأزهر بإنشاء كليات علمية ونظرية في التعليم العالي بجانب كليات الشريعة وأصول الدين واللغة العربية منذ عام 1961. - الدراسة بها ليست مختلطة، بمعنى وجود كليات ومعاهد للبنين وكليات ومعاهد أخرى للبنات بنفس التخصصات تقريباً بحسب حاجة سوق العمل والرغبات. - لها فروع في العديد من مدن مصر، كذلك شراكات مع العديد من الجامعات في العالم. |

### منشآت تعليمية عسكرية
هي الكليات التابعة لوزارة الدفاع ووزارة الداخلية، وتُدرس فيها العلوم العسكرية بشكل أساسي أو يُدّرس فيها العلوم العسكرية بجانب التخصصات العِلمية الأخرى.
| الاسم                                             | التأسيس      | مناطق الخدمة المحلية | موقع إنترنت            | ملاحظات |
| وزارة الدفاع                                      | وزارة الدفاع | وزارة الدفاع         | وزارة الدفاع           | وزارة الدفاع |
| ------------------------------------------------- | ------------ | -------------------- | ---------------------- | --- |
| الأكاديمية العسكرية المصرية                       | 2022         | - جميع محافظات مصر   | academy.mod.gov.eg     | تضم الكلية الحربية، الكلية البحرية، الكلية الجوية، وكلية الدفاع الجوي |
| الكلية الفنية                                     |              | - جميع محافظات مصر   | academy.mod.gov.eg/MTC | |
| كلية الطب                                         |              | - جميع محافظات مصر   | www.afcm.ac.eg         | |
| كلية الضباط الاحتياط                              |              | - جميع محافظات مصر   |                        | |
| الكلية العسكرية لعلوم الإدارة                     |              |                      |                        | تتولى الكلية إعداد ضباط القوات المسلحة في علوم الإدارة وإجراء الأبحاث العلمية والتطبيقية المتعلقة بها، وترتبط هذه الكلية بإحدى الكليات الحكومية الخاضعة لقانون تنظيم الجامعات بالنسبة لنظام الدراسة والامتحان |
| الأكاديمية العسكرية للدراسات العليا والإستراتيجية |              |                      |                        | تضم (كلية القادة والأركان، كلية الحرب العليا، كلية الدفاع الوطني، مركز الدراسات الإستراتيجية). وتمنح درجتي الماجستير والدكتوراه في الفلسفة في موضوعات (العلوم العسكرية، الاستراتيجية القومية)، درجة زميل كلية الحرب العليا لمن أتم بنجاح دورة الكلية، درجة زميل كلية الدفاع الوطني لمن أتم بنجاح دورة الكلية، درجة زميل الأكاديمية العسكرية للدراسات العليا والاستراتيجية لمن أتم بنجاح دورتي (الحرب والدفاع). |
| وزارة الداخلية                                    |              |                      |                        | |
| أكاديمية الشرطة                                   |              | - جميع محافظات مصر   | www.moiegypt.gov.eg    | |

## المنشآت الأهلية
هي منشآت التعليم العالي التي لا تهدف للربح، وهدفها الوحيد والرئيسي خدمة العملية التعليمية، ويتم ضخ الأموال المتلقاه من الطلاب للخدمات التعليمية بالجامعة لاستمرار عملها دون تقديم أي دعم من الحكومة المصرية.
| الاسم                                         | التأسيس                                   | موقع إنترنت       | ملاحظات |
| --------------------------------------------- | ----------------------------------------- | ----------------- | --- |
| جامعة الإسكندرية الأهلية                      | في الإسكندرية سنة 2021                    | anu.alexu.edu.eg  | - تضم 14 كلية - تتبع جامعة الإسكندرية |
| الجامعة المصرية اليابانية للعلوم والتكنولوجيا | في برج العرب الجديدة سنة 2010             | ejust.edu.eg      | - جامعة حكومية مصرية ذات شراكة يابانية، ذا طابع خاص، ولا تهدف للربح. - تضم 4 كليات ومعهد واحد ومراكز بحثية مختلفة. بالإضافة إلى عشرة كليات تحت الإنشاء. |
| جامعة القاهرة الفرع الدولي                    | في السادس من أكتوبر سنة 2021              | ibcu.cu.edu.eg    | - تتبع جامعة القاهرة |
| جامعة الجلالة                                 | في الجلالة سنة 2020                       | gu.edu.eg         | * تضم 15 كلية |
| جامعة الملك سلمان الدولية                     | في مدن الطور، رأس سدر، شرم الشيخ سنة 2020 | ksiu.edu.eg       | * تضم 16 كلية |
| جامعة العلمين الدولية                         | في العلمين الجديدة سنة 2020               | aiu.edu.eg        | * تضم 7 كليات |
| جامعة المنصورة الجديدة                        | في المنصورة الجديدة سنة 2019              | nmu.edu.eg        | - تأسست في البداية كفرع لجامعة المنصورة ثم استقلت وتحولت إلى جامعة أهلية بإسم جامعة المنصورة الجديدة (جامعة المنصورة الدولية للعلوم والتكنولوجيا). - توجد 7 كليات في جامعة المنصورة الجديدة. |
| جامعة النيل                                   | في الشيخ زايد سنة 2007                    | nu.edu.eg         | - تُعرّف نفسها بأنها مُنشأة بحثية عالمية غير هادفة للربح. |
| جامعة العلوم والتكنولوجيا                     | في الشيخ زايد سنة 2012                    | zewailcity.edu.eg | - هي جزء من من مدينة زويل للعلوم والتكنولوجيا، والتي تُعرّف نفسها بأنها "مؤسسة مستقلة غير ربحية للتعليم والبحث والابتكار". - الجامعة لديها برامج أكاديمية في: علوم فيزياء الأرض والكون، وعلوم المواد، وعلوم الطب الحيوي، وعلوم النانو. |
| الجامعة المصرية للتعلم الإلكتروني             | في الجيزة سنة 2008                        | eelu.edu.eg       | - أول جامعة مصرية للتعلم عن بعد تعمل بنظام وتكنولوجيا التعلم الإلكتروني. - بدأت فكرة إنشاء الجامعة سنة 2005، وأُنشئت رسمياً في أغسطس 2008. وبدأت نشاطها التعليمي سنة 2009. - بها 3 برامج دراسية أساسية وبرامج للدبلوم والماجستير في ثلاث مراكز دراسية في القاهرة وطنطا وأسيوط. - وقعت الجامعة عدة اتفاقيات تعاون مع جامعة عين شمس وجامعة طنطا وجامعة أسيوط، ومع جامعات أوروبية في إيطاليا وفرنسا. |
| الجامعة الفرنسية في مصر                       | في الشروق سنة 2002                        | portal.ufe.edu.eg | - الدراسة بها بـ3 لغات: العربية والفرنسية والإنجليزية. |
| الجامعة العمالية                              | في القاهرة سنة 1985                       | wunv.edu.eg       | - أنشئت لتقديم الكوادر العمالية والعلمية لسد احتياجات العمل. - للجامعة 11 فرعاً على مستوى مصر. |

## المنشآت الخاصة
هي منشآت التعليم العالي التي تهدف للربح، ويمتلكها رجال الأعمال أو الشركات أو المؤسسات الربحية أو من خلال شراكة مع الحكومة المصرية.

### محافظة القاهرة
| الاسم                                  | التأسيس                     | موقع إنترنت                                                     | ملاحظات |
| -------------------------------------- | --------------------------- | --------------------------------------------------------------- | --- |
| الجامعة الأمريكية بالقاهرة             | في القاهرة سنة 1919         | aucegypt.edu                                                    | - تعرّف نفسها بأنها "جامعة أمريكية توفر تعليماً ليبرالياً في قلب الشرق الأوسط"، والحرم الجامعي بالقاهرة الجديدة. - تقدم الجامعة خدماتها لأكثر من 113 دولة في العالم. - أنشئت لتكون مدرسة ثانوية وجامعة في نفس الوقت، وافتتحت المدرسة أول الأمر عام 1920 واُغلقت عام 1951. - للجامعة فرع خارج محافظة القاهرة في مدينة السادات. |
| الجامعة البريطانية في مصر              | في الشروق سنة 2005          | bue.edu.eg نسخة محفوظة 14 أغسطس 2015 على موقع واي باك مشين.     | - فكرتها بدأت سنة 1998 لإنشاء شراكة في التعليم العالي بين مصر والمملكة المتحدة. - نشأت بتمويل مصري بالكامل من عدد من رجال الأعمال. - تمنح الجامعة شهادتين بعد إنهاء الدراسة، شهادة مصرية وشهادة بريطانية. |
| الجامعة الألمانية بالقاهرة             | في القاهرة الجديدة سنة 2002 | guc.edu.eg                                                      | - أول جامعة ألمانية متكاملة تقع بالكامل خارجة جمهورية ألمانيا الاتحادية. - أُنشئت برعاية كل من جامعة أولم وجامعة شتوتغارت، وبدعم وزارة التعليم العالي المصرية ووزارة العلوم والبحوث والفنون بولاية بادن - فورتمبيرغ بألمانيا، وعدد آخر من المؤسسات.                                                                        |
| الجامعة المصرية الروسية                | في بدر سنة 2006             | eru.edu.eg                                                      | - أُنشئت الجامعة بالتعاون مع 7 جامعات روسية. - الجامعة تضم 3 كليات، وتخطط لإنشاء كليات أخرى مستقبلاً. |
| الجامعة المصرية الصينية                | في جسر السويس سنة 2016      | www.ecu.edu.eg                                                  | |
| جامعة المستقبل بمصر                    | في القاهرة سنة 2006         | fue.edu.eg                                                      | - تضم 6 كليات حالياً. - قامت الجامعة بتنفيذ عدد من إتفاقات الشراكة مع عدد من الجامعات في أوروبا وأمريكا الشمالية. |
| جامعة هليوبوليس                        | في مصر الجديدة سنة 2012     | hu.edu.eg                                                       | - قامت الجامعة بتنفيذ عدد من إتفاقات الشراكة مع عدد من الجامعات في ألمانيا والنمسا. |
| جامعة مصر الدولية                      | في القاهرة سنة 1996         | miuegypt.edu.eg نسخة محفوظة 6 يونيو 2017 على موقع واي باك مشين. | - تُعرّف نفسها بأنها تأسست "بهدف تطوير المؤسسات الأكاديمية التي من شأنها أن تعالج بصورة مباشرة وصريحة الواقع العملي للقرن الواحد والعشرين." - قامت الجامعة بتنفيذ عدد من إتفاقات الشراكة مع عدد من الجامعات في أوروبا وأمريكا الشمالية.                                                                                     |
| الجامعة الحديثة للتكنولوجيا والمعلومات | في المعادي الجديدة سنة 2004 | mti.edu.eg                                                      | - تضم 8 كليات. |
| جامعة بدر بالقاهرة                     | في بدر سنة 2014             | buc.edu.eg                                                      | - تضم 8 كليات. |
| الجامعة العربية المفتوحة               | في مدينة نصر سنة 2002       | aou.edu.eg                                                      | - تتبنى الدراسة بنظام التعليم المفتوح. - لها فروع أخرى بجانب مصر في الوطن العربي في: الكويت والمملكة العربية السعودية والأردن ولبنان والبحرين والسودان وعُمان. |

### محافظة الجيزة
| الاسم                                 | التأسيس                            | موقع إنترنت | ملاحظات |
| ------------------------------------- | ---------------------------------- | ----------- | --- |
| جامعة الجيزة الجديدة "جامعة نيو جيزة" | في الجيزة سنة 2016                 | ngu.edu.eg  | |
| جامعة 6 أكتوبر                        | في مدينة السادس من أكتوبر سنة 1996 | o6u.edu.eg  | - تضم الجامعة 14 كلية ومستشفى جامعي وفندقين تعليميين ومكتبة ومنشآت رياضية. - يُشكل الطلاب غير المصريين أكثر من ثلث طلاب الجامعة. |
| جامعة الأهرام الكندية                 | في مدينة السادس من أكتوبر سنة 2004 | acu.edu.eg  | - بدأت الدراسة بها سنة 2005. - تستعين بخبرات جامعات كندية مختلفة. - تضم 6 كليات وعدد من المراكز البحثية.                        |
| جامعة أكتوبر للعلوم الحديثة والآداب   | في مدينة السادس من أكتوبر سنة 1996 | msa.edu.eg  | - تضم الجامعة 9 كليات. - تمنح الجامعة لخريجيها شهادتين للبكالوريوس، شهادة مصرية وشهادة بريطانية.                                |
| جامعة مصر للعلوم والتكنولوجيا         | في مدينة السادس من أكتوبر سنة 1992 | must.edu.eg | - تضم الجامعة 13 كلية. - يتبع الجامعة معهدين عاليين، ومؤسسة اجتماعية ومدرسة للغات.                                              |

### محافظة الإسكندرية
| الاسم                                                | التأسيس                                | موقع إنترنت               | ملاحظات |
| ---------------------------------------------------- | -------------------------------------- | ------------------------- | --- |
| جامعة فاروس بالإسكندرية                              | مقر الجامعة بمنطقة سموحة               | pua.edu.eg                | - تضم 11 كلية في مختلف التخصصات. |
| جامعة سنجور                                          | المقر الجديد بمدينة برج العرب الجديدة. | usenghor-francophonie.org | - اسمها الكامل "الجامعة الدولية الفرنسية للتنمية الأفريقية". - جامعة فرانكوفونيّة، اقترح إنشاؤها سنة 1989. - مقرها المؤقت في قصر القطن بمدينة الإسكندرية، ومقرها الرئيسي الجديد ببرج العرب الجديدة، ولها فروع في فرنسا والمجر وبوركينا فاسو والمغرب وساحل العاج وتوجو والسنغال. |
| الأكاديمية العربية للعلوم والتكنولوجيا والنقل البحري | في أبو قير سنة 1972                    | aast.edu                  | - الأكاديمية تتبع جامعة الدول العربية. - لها مقار أخرى فرعية بالقاهرة وأسوان في مصر، كذلك باللاذقية في سوريا والبحرين. بجانب مركز دولي للأكاديمية في لندن. |

### محافظة الدقهلية
| الاسم                            | التأسيس          | موقع إنترنت      | ملاحظات                                                   |
| -------------------------------- | ---------------- | ---------------- | --------------------------------------------------------- |
| جامعة الدلتا للعلوم والتكنولوجيا | في جمصة سنة 2007 | deltauniv.edu.eg | - أول جامعة خاصة غير حكومية بإقليم الدلتا. - تضم 5 كليات. |

### محافظة الشرقية
| الاسم                 | التأسيس                           | موقع إنترنت                                                 | ملاحظات           |
| --------------------- | --------------------------------- | ----------------------------------------------------------- | ----------------- |
| جامعة العاشر من رمضان | في مدينة العاشر من رمضان سنة 2009 | eau.edu.eg نسخة محفوظة 17 يونيو 2012 على موقع واي باك مشين. | - أُلغيت سنة 2013. |

### محافظة دمياط
| الاسم      | التأسيس                         | موقع إنترنت          | ملاحظات |
| ---------- | ------------------------------- | -------------------- | --- |
| جامعة حورس | في مدينة دمياط الجديدة سنة 2016 | http://horus.edu.eg/ | - تضم الجامعة كلية الصيدلة وطب الأسنان والعلاج الطبيعى والهندسة و إدارة الأعمال وجارى انشاء كلية الطب البشرى |

### محافظة بني سويف
| الاسم        | التأسيس              | موقع إنترنت    | ملاحظات                                  |
| ------------ | -------------------- | -------------- | ---------------------------------------- |
| جامعة النهضة | في بني سويف سنة 2006 | www.nub.edu.eg | - تضم الجامعة 6 كليات في مختلف التخصصات. |

### محافظة المنيا
| الاسم       | التأسيس                    | موقع إنترنت   | ملاحظات                                                                 |
| ----------- | -------------------------- | ------------- | ----------------------------------------------------------------------- |
| جامعة دراية | في المنيا الجديدة سنة 2010 | deraya.edu.eg | - تضم حالياً كليتين فقط ضمن 10 كليات تلتزم الجامعة بإنشائها في المستقبل. |

 محافظة سوهاج
| الاسم       | التأسيس                   | موقع إنترنت  | ملاحظات                                                                 |
| ----------- | ------------------------- | ------------ | ----------------------------------------------------------------------- |
| جامعة ميريت | في سوهاج الجديدة سنة 2019 | merit.edu.eg | - تضم حالياً 3 كليات فقط ضمن 11 كلية تلتزم الجامعة بإنشائها في المستقبل. |

### محافظة شمال سيناء
| الاسم       | التأسيس            | موقع إنترنت | ملاحظات |
| ----------- | ------------------ | ----------- | --- |
| جامعة سيناء | في العريش سنة 2006 | su.edu.eg   | - أول جامعة خاصة في شبه جزيرة سيناء. - تعرّف نفسها بأنها "تمهد الطريق لإعمار سيناء." - تضم 7 كليات من مختلف التخصصات. |

### محافظة البحر الأحمر
| الاسم               | التأسيس            | موقع إنترنت                 | ملاحظات |
| ------------------- | ------------------ | --------------------------- | --- |
| جامعة برلين التقنية | في الجونة سنة 2012 | campus-elgouna.tu-berlin.de | - مقر الجامعة الرئيسي بمدينة برلين عاصمة جمهورية ألمانيا الاتحادية، ولها فرع بالجونة. - أول جامعة ألمانية تفتح فرعاً خارج حدود ألمانيا. - الدراسة بها تقتصر حالياً على الدراسات العليا في مجلات الهندسة التقنية. |

## فروع جامعات دولية داخل مصر
| الاسم                                                                              | التأسيس | المقر                     | موقع إنترنت | ملاحظات         |
| ---------------------------------------------------------------------------------- | ------- | ------------------------- | ----------- | --------------- |
| جامعة جزيرة الأمير إدوارد (بالإنجليزية: UPEI - University of Prince Edward Island) | 2018    | العاصمة الإدارية، القاهرة | www.upei.ca | [ 115 ] [ 116 ] |

## جامعات خارج مصر
القائمة التالية تضم الجامعات المصرية أو الجامعات المصرية التي تعمل بشراكة مع جامعات أخرى.

### جامعات متكاملة
أي جامعات كاملة المؤسسات التعليمية من حيث أعضاء هيئة التدريس والموظفين والحرم الجامعي. وتأسست هذه الجامعات بتمويل مصري كامل أو بدعم من الحكومة المصرية وجامعات مصرية، أو بكل هذا معاً.
| الاسم                                         | التأسيس | المقر             | موقع إنترنت | ملاحظات |
| --------------------------------------------- | ------- | ----------------- | ----------- | --- |
| جامعة الإسكندرية الدولية في البصرة            | 2013    | البصرة، العراق    | aiubasra.ac | - أنشأتها جامعة الإسكندرية كمكاتب استشارية بمختلف التخصصات لخدمة المجتمع العراقي لتكون نواه لإنشاء الجامعة. - تعتمد مناهج وأساليب جامعة الإسكندرية في التدريس. - تأخر الإعتراف الوزاري بها مما أدى لتوقف الدراسة بها مؤقتاً. |
| الجامعة المصرية للثقافة الإسلامية (نور-مبارك) | 2003    | ألماتي، كازاخستان | nmu.kz      | - بدأ التفكير في إنشاء الجامعة سنة 1993، لتعزيز العلاقات المصرية - الكازاخية. - أنشأتها وزارة الأوقاف المصرية برعاية جامعة الأزهر، وخصص الجانب الكازاخي أرضا لبناء الجامعة. - هدف الجامعة الرئيسي هو تعليم طلابها الإسلام الوسطي المعتدل، لجذب الشباب من طرق التطرف. - رئيس الجامعة يجب أن يكون مصرياً ونائبه كازاخي، وأعضاء مجلس الجامعة من الجانبين برعاية جامعة القاهرة وجامعة الفارابي الكازاخية الوطنية.                                                                                                   |
| جامعة بيروت العربية                           | 1960    | بيروت، لبنان      | bau.edu.lb  | - جامعة خاصة أنشأتها جمعية البر والإحسان اللبنانية، وللجامعة نظام فريد من نوعه في الوطن العربي. - تدعمها جامعة الإسكندرية منذ البداية بمدها بأعضاء هيئة التدريس والمناهج التعليمية للطلبة حتى التخرج. - المجلس الأعلي والذي يشكل برئاسة رئيس جامعة الاسكندرية وعضوية 4 أعضاء من اختيار مجلس جامعة الاسكندرية و4 أعضاء من مجلس أمناء جمعية البر والإحسان. - رئيس الجامعة يجب أن يكون مصرياً، وكذلك الأمين العام. ويصدر قرار التعيين من وزير التعليم العالي المصري. - للجامعة فرع في طرابلس، ومكتب في الإسكندرية. |

### فروع الجامعات
هي فروع لجامعات مصرية بها حرم جامعي وكليات، لكن رئاستها تقع في مصر.
| الاسم                         | التأسيس | المقر              | ملاحظات                                                 |
| ----------------------------- | ------- | ------------------ | ------------------------------------------------------- |
| جامعة الأزهر فرع ريمباو       | 2013    | ريمباو، ماليزيا    | - تضم كليات: أصول الدين والشريعة واللغة العربية.        |
| جامعة الأزهر فرع نيلاي        | 2014    | نيلاي، ماليزيا     | - تضم كليات: أصول الدين والشريعة واللغة العربية.        |
| جامعة الإسكندرية فرع إنجامينا | 2014    | إنجامينا، تشاد     | - تضم 3 كليات: الزراعة والصيدلة والطب البيطري.          |
| جامعة الإسكندرية فرع تونج     | 2015    | تونج، جنوب السودان | - تضم 4 كليات: التربية والزراعة والتمريض والطب البيطري. |
| جامعة القاهرة فرع الخرطوم     | 1955    | الخرطوم، السودان   | - تضم 4 كليات: الآداب والعلوم والتجارة والحقوق.         |

### فصول جامعية للتعليم المفتوح
هي فصول دراسية للتعليم المفتوح تتبع جامعات مصرية ومقرها الأم في مصر، وتكون في الغالب نتاج لشراكات مع مؤسسات تعليمية خارج مصر.
| الجامعة       | فروع التعليم المفتوح                                                                                        | الجامعة       | فروع التعليم المفتوح                                                                               |
| ------------- | --- | ------------- | -------------------------------------------------------------------------------------------------- |
| جامعة القاهرة | الإمارات العربية المتحدة: دبي. السعودية: الرياض، جدة، الخبر. الكويت: السالمية. قطر: الدوحة. تركيا: إسطنبول. | جامعة عين شمس | الإمارات العربية المتحدة: دبي. السعودية: الرياض. الكويت: الكويت. قطر: الدوحة، لوسيل. اليمن: صنعاء. |

## مواقع المنشآت الجامعية المصرية

### في مصر
فيما يلي خريطة بالمدن والقرى التي بها منشآت جامعية في مصر:
| دسوق كفر الشيخ المنصورة جمصة الإسكندرية برج العرب الجديدة مدينة السادات أسوان أسيوط بنها بني سويف بورسعيد قنا القاهرة دمنهور دمياط الجديدة سوهاج السويس طنطا الفيوم الجيزة الإسماعيلية شبين الكوم المنيا الشيخ زايد الشروق القاهرة الجديدة بدر السادس من أكتوبر العبور بني سويف الجديدة المنيا الجديدة العريش الجونة مرسى مطروح الخارجة الأقصر الغردقة الطور شبرا الخيمة أشمون منوف القرين الزقازيق الدلنجات القصير إيتاي البارود جرجا شرم الشيخ إدفينا فوكة مشتهر تفهنا الأشراف الديدامون كينج مريوط أبو قير الأماكن التي بها منشآت جامعية في مصر: مدن - قرى. |

### في العالم
فيما يلي خريطة بالمدن التي بها منشآت جامعية مصرية خارج مصر:
| مصر الكويت السالمية بيروت صنعاء الرياض جدة الخبر الدوحة لوسيل البصرة الخرطوم دبي إنجامينا جوبا تونج ألماتي نيلاي ريمباو إسطنبول الأماكن التي بها منشآت جامعية مصرية خارج مصر: مدن |